# Lorraine Code
Lorraine Code (née en 1937) est une professeure émérite de philosophie de l'université York de Toronto, Canada et membre de la Société royale du Canada. Elle est notamment spécialisée en épistémologie féministe.

## Publications
- Ecological Thinking: The Politics of Epistemic Location. Oxford University Press, 2006[2].
- Rhetorical Spaces: Essays on (Gendered) Locations. Routledge, 1995.
- What Can She Know? Feminist Theory and the Construction of Knowledge. Cornell University Press, 1991.
- Epistemic Responsibility. Brown University Press, 1987.